# 被丝托

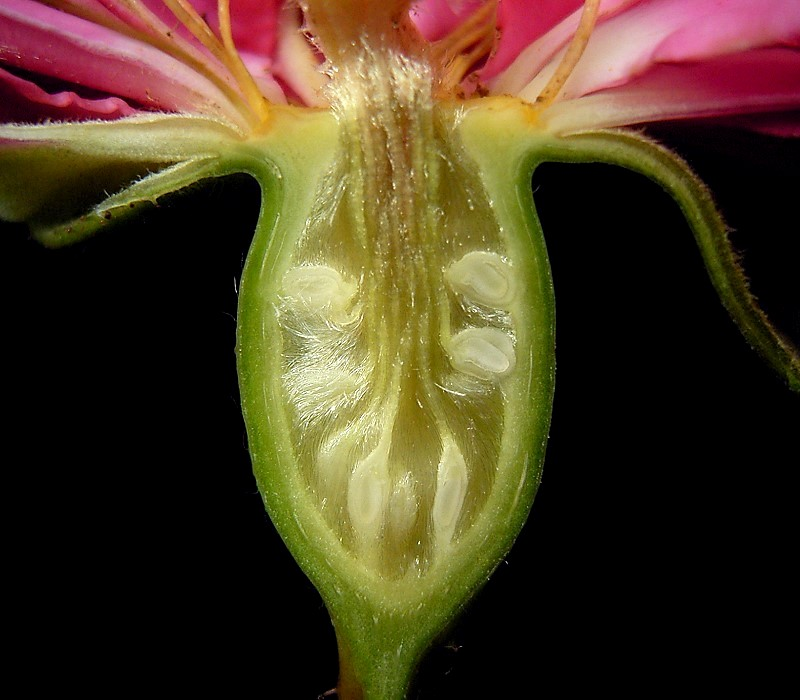
蔷薇属植物的被丝托

蔷薇属植物被丝托图示

被丝托（英語：hypanthium）是被子植物中部分花的一种构造，指花被、雄蕊的基部与花托延伸部分愈合而成的一种盘状、碗状、杯状或筒状结构。
被丝托主要出现在蔷薇科植物的花中，但在其他诸如豆科、虎耳草科、瑞香科、野牡丹科等的部分植物中也能见到。
被丝托曾被译为“杯状花托”、“托杯”、“托附杯”、“花筒”等。植物分类学家、中国科学院院士王文采认为这些译名都不够确切，他于1990年首先提出了“被丝托”的名称，以表达这种由花被、花丝、花托共同形成的复杂构造。该译名后经马炜梁编《植物学》教科书所采用。2019年公布、全国科学技术名词审定委员会批准的《植物学名词》（第二版）正式采纳了“被丝托”这一译名。